# Арапов, Николай Андреевич
Никола́й Андре́евич Ара́пов (20 июля 1847 — 21 января 1883) — полковник Кавалергардского полка.

## Биография
Родился 20 июля 1847 года в с. Андреевка Нижнеломовского уезда Пензенской губернии. Воспитывался дома. На службу поступил 16 марта 1864 года юнкером в кавалергардский полк. 20 июля 1865 года произведён в корнеты, в 1866 году — в поручики. С 14 апреля 1867 по 31 июля 1869 года состоял полковым квартирмистром.
В 1868 году произведён в штабс-ротмистры, в 1870 — в ротмистры. 30 октября того же года утвержден помощником полкового ремонтёра. 14 января 1872 года уволен со службы по домашним обстоятельствам в чине полковника.
Скончался от воспаления легких 21 января 1883 года в Париже. Похоронен на кладбище Спасо-Преображенского монастыря в Пензе.

## Семья
Второй сын Андрея Николаевича Арапова (1807—1874), предводителя дворянства Нижнеломовского и Наровчатского уездов Пензенской губернии; брат генерала Ивана Андреевича Арапова. Все трое — кавалергарды.
С 1866 года был женат на фрейлине Елизавете Петровне Ланской (1848—1903), младшей дочери генерал-адъютанта Петра Петровича Ланского и Натальи Николаевны (урожд. Гончаровой, вдовы Пушкина); следует отметить, что жёны братьев Араповых (Елизавета и Александра Ланские) были родными сёстрами.
Дети:
- Елизавета (1873—1953) (в замужестве Бибикова; с 1892 года замужем за камергером, предводителем дворянства Нижнеломовского уезда Пензенской губернии, впоследствии — действительным статским советником Виктором Дмитриевичем Бибиковым). С 1874 жила в родовом поместье своего отца — Андреевке Нижнеломовского уезда Пензенской губернии (ныне — село Андреевка Головинщинского сельсовета Каменского района Пензенской области). После революции (1917) не эмигрировала, жила в РСФСР, в Пензенской области. После конфискации поместья перебивалась случайными заработками: преподавала английский, немецкий и французский языки. Автор мемуаров «Мои воспоминания о Пушкине и его потомках» (1949; опубликованы в 1995). Похоронена на Митрофановском кладбище г. Пензы[4][5][6].
- Наталья (1875—1970) (в замужестве Меликова; с 1895 года по 1902 год замужем за поручиком драгунского нижегородского полка, сыном грузинского князя Николаем Меликовым; второй муж — Фёдор Иванович Анненков, пензенский дворянин и земский деятель, внук декабриста Ивана Александровича Анненкова). После революции (1917) эмигрировала с сыном в Швейцарию. В 1920 переехала в Париж. Умерла в Версале[5].
- Мария (04.10.1878-23.01.1947) (в замужестве Офросимова; замужем за П. А. Офросимовым).